# 공주 광정리 산성
공주 광정리 산성(公州 廣亭里 山城)은 충청남도 공주시 정안면 광정리, 성재산 정상부에 있는 백제시대의 석축 산성이다. 사현성(沙峴城)이라고도 한다.

## 같이 보기
- 성재산